# قرار مجلس الأمن التابع للأمم المتحدة رقم 1152
قرار مجلس الأمن التابع للأمم المتحدة رقم 1152، المتخذ بالإجماع في 5 شباط / فبراير 1998، بعد إعادة تأكيد القرارين 1125 (1997) و1136 (1997) بشأن الحالة في جمهورية أفريقيا الوسطى، أذن المجلس باستمرار بعثة البلدان الأفريقية لرصد تنفيذ اتفاقية بانغي في البلاد حتى 16 مارس 1998.
أشاد مجلس الأمن ببعثة المراقبة التابعة لبعثة الدول الأفريقية لمساهماتها في تحقيق الاستقرار في جمهورية أفريقيا الوسطى، بما في ذلك تسليم الأسلحة. ومددت البلدان المشاركة في البعثة ولايتها بهدف إنشاء بعثة حفظ سلام تابعة للأمم المتحدة في البلد. وشدد أيضاً على حاجة جميع الأطراف في اتفاقات بانغي إلى تنفيذها بالكامل.
بموجب الفصل السابع من ميثاق الأمم المتحدة، سُمح للبلدان المشاركة في بعثة المراقبة بضمان أمن وحرية تنقل أفرادها حتى 16 آذار / مارس 1998. علاوة على ذلك، يعتزم الأمين العام كوفي عنان تعيين ممثل خاص لمساعدة الأطراف في تنفيذ الاتفاقات. وصدرت تعليمات إليه أيضاً بتقديم توصيات بحلول 23 شباط / فبراير 1998 بشأن جميع الجوانب المتعلقة بإنشاء عملية حفظ سلام في البلد، والتي سيتم البت فيها في 16 آذار / مارس 1998.

## روابط خارجية
- نص القرار في undocs.org